# آکیفومی تادا
آکیفومی تادا (انگلیسی: Akifumi Tada؛ زادهٔ ۱۰ ژانویهٔ ۱۹۶۴) موسیقی‌دان اهل ژاپن است. وی از سال ۱۹۸۹ میلادی تاکنون مشغول فعالیت بوده‌است.